# Maximilian Meisse
Maximilian Meisse (* 15. September 1969 in Kassel) ist ein deutscher Fotograf und Architekt. Er lebt und arbeitet in Berlin.

## Leben
Meisse studierte Architektur an der Universität Stuttgart und der ETH Zürich bei Hans Kollhoff und Walter Maria Förderer. Neben seiner Tätigkeit als Architekt folgten ab 1996 erste fotografische Arbeiten. Seine wichtigsten Projekte beschäftigten sich mit dem Flughafen Tempelhof, der Museumsinsel in Berlin und der Stadt Venedig. Auf die Nominierung seiner Publikation Tempelhof für den Deutschen Fotobuchpreis 2009 folgten Ausstellungen auf der art Karlsruhe, der Henn Galerie in München, der Galerie f75 in Stuttgart und der Carpentier Galerie in Berlin. Zwischen 2007 und 2008 hielt er einen Lehrauftrag an der Brandenburgischen Technischen Universität Cottbus, 2009 folgte ein weiterer Lehrauftrag an der Kunsthochschule Kassel. Zu seinen wichtigsten Auftraggebern gehören die Staatlichen Museen zu Berlin, die Internationale Bauakademie Berlin, die Stiftung Preußischer Kulturbesitz und die Museen der Stadt Nürnberg. Seine Werke sind unter anderem in der Kunstsammlung des Deutschen Bundestages und in der Sammlung der R.C.K. Kunststiftung vertreten.
Meisses fotokünstlerische Auseinandersetzung mit der Europäischen Stadt wird in zahlreichen Bildbänden, die er im Wasmuth Verlag veröffentlicht hat, dokumentiert. Seine Arbeiten sind Bestandteil der Kunstsammlung des Deutschen Bundestages und anderer privater Sammlungen. Er wird von den Galerien Busche Kunst und Zweigstelle Berlin vertreten.

## Ausstellungen
- 2008: Tempelhof, Tammen Galerie, Berlin (Einzelausstellung)
- 2009: Teilnahme an der art karlsruhe, vertreten durch das Kunsthaus Lübeck
- 2010: Ready Places, Zentrale der Landesbank Berlin (Einzelausstellung)
- 2011: Tempelhof, Galerie f 75, Stuttgart (Einzelausstellung)
- 2011: Tempelhof, Henn Galerie, München (Einzelausstellung)
- 2012: Museumsinsel Berlin, Deutscher Sparkassen- und Giroverband, Berlin (Einzelausstellung)
- 2013: Venetian Settings, Carpentier Galerie, Berlin (Einzelausstellung)
- 2014: Venetian Settings, Galerie f 75, Stuttgart (Einzelausstellung)
- 2015: Domestic Space 3, Galerie Zweigstelle Berlin (Gruppenausstellung)
- 2015: Ready Places Berlin, Carpentier Galerie, Berlin (Gruppenausstellung)
- 2016: Change of Perspectives – Positionen zeitgenössischer Architekturfotografie, Aedes Architecture Forum Berlin (Gruppenausstellung)
- 2018: Fotografische Entwürfe, Deutscher Werkbund Berlin (Einzelausstellung)
- 2019: Traum + Wirklichkeit, Kosmos Architektur, Baukunstarchiv NRW, Dortmund (Ausstellungsbeteiligung)
- 2021: Rom Bilder, Stiftung Schloss Neuhardenberg

## Publikationen
- 2006: Plakat für das Bodemuseum, Staatliche Museen zu Berlin
- 2008: PHOTO International, Ausgabe 1/2008
- 2008: Tempelhof, Hrsg.: Maximilian Meisse, Ernst Wasmuth Verlag, ISBN 978-3-8030-0697-4
- 2009: Designmai Kongress Berlin, zwei Plakate
- 2011: Museumsinsel Berlin, Hrsg.: Maximilian Meisse, Ernst Wasmuth Verlag, ISBN 978-3-8030-0748-3
- 2012: Venetian Settings, Hrsg.: Maximilian Meisse, Ernst Wasmuth Verlag, ISBN 978-3-8030-0762-9
- 2012: architektur-landscapealbum 02, seltmann+söhne
- 2014: Ready Places Berlin, Hrsg.: Maximilian Meisse, Ernst Wasmuth Verlag, ISBN 978-3-8030-0782-7
- 2015: domus, Hans Kollhoff`s Berlin, Ausgabe 11/2015
- 2016: Berlinkontinuum, Hrsg.: Maximilian Meisse, Ernst Wasmuth Verlag, ISBN 978-3-8030-0818 3
- 2018: Atlas zum Städtebau, Hrsg.: Vittorio M. Lampugnani, Markus Tubbesing, Harald Stühlinger, Hirmer Verlag, ISBN 978-3-7774-2966-3
- 2018: Kassel, Hrsg.: Maximilian Meisse, Ernst Wasmuth Verlag, ISBN 978-3-8030-3404-5
- 2019: Haus mit Eigenschaften – Das Palais Holler am Kurfürstendamm, Hrsg.: Tobias Nöfer, Wasmuth & Zohlen Verlag, ISBN 978-3-8030-0844-2
- 2019: August Deusser, Hrsg.: Dirk Boll, Hatje Cantz Verlag, ISBN 978-3-7757-4612-0
- 2019: Reformblock Berlin, Hrsg.: Maximilian Meisse, Wasmuth & Zohlen Verlag, ISBN 978-3 8030-0845-9